# تربقان
تربقان به گویش کاشمری: تُربُقو نام روستایی از توابع بخش مرکزی شهرستان کاشمر در استان خراسان رضوی است. این روستا در دهستان بالا ولایت قرار دارد و برپایه سرشماری سال ۱۳۹۵ جمعیت آن ۱٬۷۹۵ نفر (۵۶۶ خانوار) است.